# 597967 Pannai
597967 Pannai este o planetă minoră (asteroid) din Inner Main Belt⁠(d). A fost descoperită pe 10 ianuarie 2008 la Lulin Observatory⁠(d) de . 
Obiectul prezintă o orbită caracterizată de o semiaxă mare de 1,9536018538067 UAi, o excentricitate de 0,061834045573163, o înclinație de 19,791471424423 ° în raport cu ecliptica.